# ساکسلینگهم نترگیت
ساکسلینگهم نترگیت (به انگلیسی: Saxlingham Nethergate) یک روستا و محله مدنی در بریتانیا است که در South Norfolk واقع شده‌است. ساکسلینگهم نترگیت ۸٫۵۵ کیلومتر مربع مساحت و ۶۸۸ نفر جمعیت دارد.